# Aina Berg
Aina Berg (Göteborg, 7 de gener de 1902 – Göteborg, 7 d'octubre de 1992) va ser una nedadora sueca que va prendre part en els Jocs Olímpics de 1920, d'Anvers, i de 1924, a París.
El 1920 disputà les tres proves del programa de natació: en els 100 metres lliures i 300 metres lliures fou eliminada en sèries, mentre en el relleu 4 x 100 metres lliures guanyà la medalla de bronze formant equip amb Emy Machnow, Carin Nilsson i Jane Gylling.
Quatre anys més tard, a París, repetí la medalla de bronze en la mateixa prova, el relleu 4 x 100 metres lliures, aquesta vegada formant equip amb Gurli Ewerlund, Wivan Pettersson i Hjördis Töpel.
Berg guanyà el campionat nacional de 100 metres entre 1921 i 1926 i posseí el rècord nacional entre 1921 i 1932.